# إلمر سنودن
إلمر سنودن (بالإنجليزية: Elmer Snowden)‏ هو عازف قيثارة جاز وعازف جاز أمريكي، ولد في 9 أكتوبر 1900 في بالتيمور في الولايات المتحدة، وتوفي في 14 مايو 1973 في فيلادلفيا في الولايات المتحدة.

## وصلات خارجية
- إلمر سنودن على موقع ميوزك برينز (الإنجليزية)
- إلمر سنودن على موقع أول ميوزيك (الإنجليزية)
- إلمر سنودن على موقع ديسكوغز (الإنجليزية)